# Manoli Pawlidi
Manoli Gieorgijewicz Pawlidi, ros. Маноли Георгиевич Павлиди, gr. Μανώλης Παυλίδης (ur. w 1929, Turkmeńska SRR, ZSRR) – radziecki piłkarz pochodzenia greckiego, grający na pozycji napastnika.

## Kariera piłkarska
W 1948 roku rozpoczął karierę piłkarską w klubie Łokomotiw Aszchabad. W 1949 został zaproszony do pierwszoligowego Nieftianika Baku. W 1952 powrócił do turkmeńskiego klubu, który zmienił w międzyczasie nazwę na Spartak Aszchabad. W 1954 zakończył karierę piłkarską w Spartaku Aszchabad.

## Sukcesy i odznaczenia

### Sukcesy klubowe w piłce nożnej
- brązowy medalista Pierwszej Ligi ZSRR: 1948